# Voiscreville
Voiscreville es una comuna francesa situada en el departamento de Eure, en la región de Normandía.

## Demografía
| 69 | 68 | 86 | 112 | 114 | 109 | 117 |
| Para los censos de 1962 a 1999 la población legal corresponde a la población sin duplicidades (Fuente: INSEE [Consultar]) |    |    |     |     |     |     |